# Alabastrowa Jaskinia

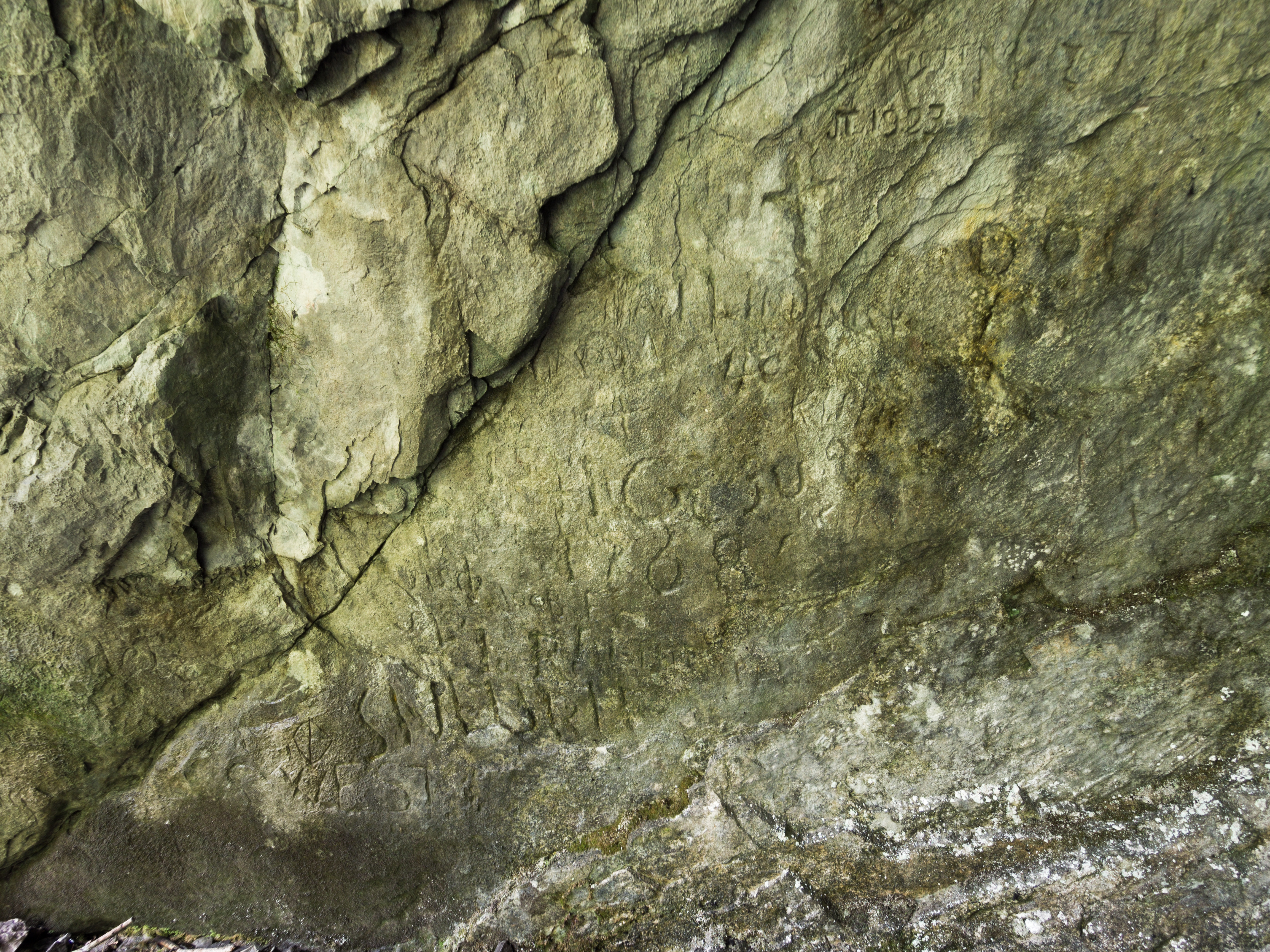
Napisy wyryte w skale przy otworze (najstarszy z roku 1768)

Alabastrowa Jaskinia, dawniej Smocza Dziura lub Lapisdurowa Jaskinia (słow. Alabastrová jaskyňa, węg. Alabástrom-barlang, niem. Alabasterhöhle) – jaskinia w Tatrach Bielskich, w północno-wschodnich stokach Margicy w masywie Bujaczego Wierchu, w żlebie stanowiącym orograficznie lewe odgałęzienie Doliny Suchej Bielskiej.
Otwór wejściowy o ekspozycji północno-wschodniej ma kształt trójkąta o wysokości około 3 metrów i szerokości około 5 metrów. Znajduje się na wysokości 1391 m n.p.m. (według wcześniejszych pomiarów 1390 m). Sumaryczna długość korytarzy jaskini wynosi 543 metry, a jej deniwelacja 44 metry (w mniej aktualnych źródłach podawana jest długość ponad 300 metrów lub około 400 metrów). Główny korytarz mierzy 215 metrów. W czterech miejscach rozszerza się on w przestronne sale jaskiniowe z naciekami wapiennymi, o szerokości dochodzącej do 12 metrów i wysokości do 9-10 metrów. W końcowych partiach jaskini znajdują się dwa niewielkie wodospady i jeziorko. Przebieg korytarzy jaskini jest subhoryzontalny, w ogólnym kierunku od północnego wschodu na południowy zachód, czyli do wnętrza masywu. Jaskinia jest pochodzenia fluwiokrasowo-zawaliskowego. Wytworzyła się w wapieniach dolomitycznych płaszczowiny cząstkowej Bujaczego Wierchu. Jej profil oraz formy erozyjne we wnętrzu sugerują, że może stanowić rzadką pozostałość krasu kopalnego sprzed czwartorzędu. Korytarze noszą ślady wietrzenia mrozowego.
Jaskinia była znana już w XVII wieku. Prawdopodobnie pierwsza wzmianka w literaturze pochodzi od rektora gimnazjum w Kieżmarku Juraja Bohuša, który w swoim opisie historyczno-geograficznym Spiszu wspomniał o jaskini usytuowanej wysoko w skałach około pół mili austriackiej od Zdziaru, którą górale nazywali Dračia diera. Przynieśli mu oni stamtąd wykopane kości, co skłoniło go do zwiedzenia w ich towarzystwie jaskini w sierpniu 1719 roku. Do środka weszli z pochodniami, dochodząc do miejsca gdzie wcześniej wydobyto kości – po pewnych trudnościach udało się wykopać kolejną czaszkę i kilka innych kości, jednak nie na tyle, aby złożyć z nich szkielet zwierzęcia. Następna informacja o Alabastrowej Jaskini pojawiła się w rękopisie Jakoba Buchholtza z 1752 roku, gdzie autor opisał wielką jaskinię położoną na wschód od Żelaznej Bramy, w której wnętrzu znajduje się Glacies Mariae albo Marienglas, czyli alabaster.
Na ścianach we wnętrzu jaskini oraz po obu stronach wejścia do niej widnieją liczne napisy zostawione przez dawnych turystów oraz ich przewodników, w większości z XIX stulecia. Najstarszy wyryty w skale podpis nosi datę 1768, inicjały IG i znajduje się w otworze wejściowym. Napisy w trzeciej sali jaskiniowej w większości pochodzą z nieco nowszych czasów, tj. drugiej połowy XIX wieku. Karl Kolbenheyer wiązał je, pisząc w 1880 roku, z częstymi wizytami uczniów kieżmarskiego gimnazjum w jaskini. W roku 1875 do jaskini doprowadzono ścieżkę turystyczną, znakowaną do I wojny światowej. Przewodnik Die Hohe Tatra Karla Kolbenheyera z roku 1876 opisywał trasę do jaskini i jej wnętrze, polecał zwiedzanie w towarzystwie autoryzowanych przewodników Węgierskiego Towarzystwa Karpackiego, którymi byli wtedy D. Roth, I. Polscher i S. Zachery. Wycieczka do jaskini z przewodnikiem, łącznie z drogą tam i z powrotem, zwiedzaniem oraz przerwami na odpoczynek zajmowała 7–8 godzin, przy czym sam pobyt we wnętrzu trwał ponad godzinę. W sierpniu 1879 roku jaskinię badał Samuel Roth w towarzystwie Kolbenheyera. Mierzył on temperaturę powietrza przed wejściem do jaskini i w jej końcowych partiach, a także temperaturę wody w jeziorku pod wodospadem. Kopał też w poszukiwaniu kości zwierząt, jednak bezskutecznie, gdyż namuliska albo nosiły ślady wcześniejszego przekopywania, albo pod ich płytką warstwą trafiał na skałę macierzystą. Kolbenheyer tymczasem mierzył jaskinię i sporządził jej plan oraz pomiarami barometrycznymi określił na 1374 m wysokość usytuowania otworu wejściowego. Po odkryciu w roku 1881 Jaskini Bielskiej zainteresowanie Alabastrową Jaskinią stopniowo osłabło, co spowodowane było znacznie dłuższą trasą dojścia, trudniejszym zwiedzaniem oraz znacznie skromniejszą szatą naciekową.
W latach 1950–1952 prace badawcze w Tatrach Bielskich prowadził Josef Sekyra. Sporządził on plan jaskini w skali 1:250, mierzył temperaturę i wilgotność względną powietrza. Szczegółowy opis, zawierający także informacje o mikroklimacie i hipotezę odnośnie do genezy jaskini, opublikował w monografii Velehorský kras Bělských Tater wydanej w roku 1954. W kolejnych latach (1955–1956) kilka mniejszych korytarzy odkryli polscy speleolodzy pod kierownictwem Kazimierza Kowalskiego. Po roku 1969 eksploracją jaskini zajmowali się głównie członkowie Jaskyniarskej skupiny Spišská Belá. W latach 1991 i 1992 udokumentowali oni występowanie wtórnego gipsu, a w roku 1992 przeprowadzili barwienie wód jaskiniowych, które wykazało ich łączność z wywierzyskami znajdującymi się po obu stronach koryta Bielskiego Potoku w Kotlinach.
Nazwa Alabastrowej Jaskini pochodzi od białych nacieków wapiennych, przypominających alabaster, które zostały w znacznym stopniu zniszczone przez odwiedzających. Nazwę tę, w niemieckiej formie Alabaster Höhle, po raz pierwszy wprowadził do literatury Samuel Weber w 1874 roku, w wersji słowackiej zaś Miloš Janoška w roku 1911. Oficjalnie zatwierdzona została przez Slovenský úrad geodézie a kartografie w 1979 roku. Dawna nazwa Dračia diera, używana przez miejscowych górali, mogła pochodzić z XVII wieku, gdy jaskinie uważano za siedliska smoków. Z kolei określenie Lapisdurowa Jaskinia mogło być związane z popularnym zwłaszcza w 17. i 18. stuleciu poszukiwaniem skarbów.
Na północny wschód od Alabastrowej Jaskini i nieco wyżej znajduje się Lodowa Piwnica.